# Акчал
Акчал (кирг. Акчал) — село в Ноокатском районе Ошской области Кыргызстана. Входит в состав Кулатовского айылного аймака.

## География
Село расположено в западной части области, на берегу арыка Коджо-Арык, на расстоянии приблизительно 24 километров (по прямой) к западо-юго-западу от города Ноокат, административного центра района. Абсолютная высота — 1377 метров над уровнем моря.

## Население
Согласно оценочным данным Национального статистического комитета Кыргызской Республики, численность населения села на начало 2023 года составляла 2305 человек.
| год     | 2009 | 2014 | 2015 | 2020 | 2021 | 2023 |
| ------- | ---- | ---- | ---- | ---- | ---- | ---- |
| человек | 2747 | 3192 | 3261 | 3396 | 2244 | 2305 |